# 욱일대수장

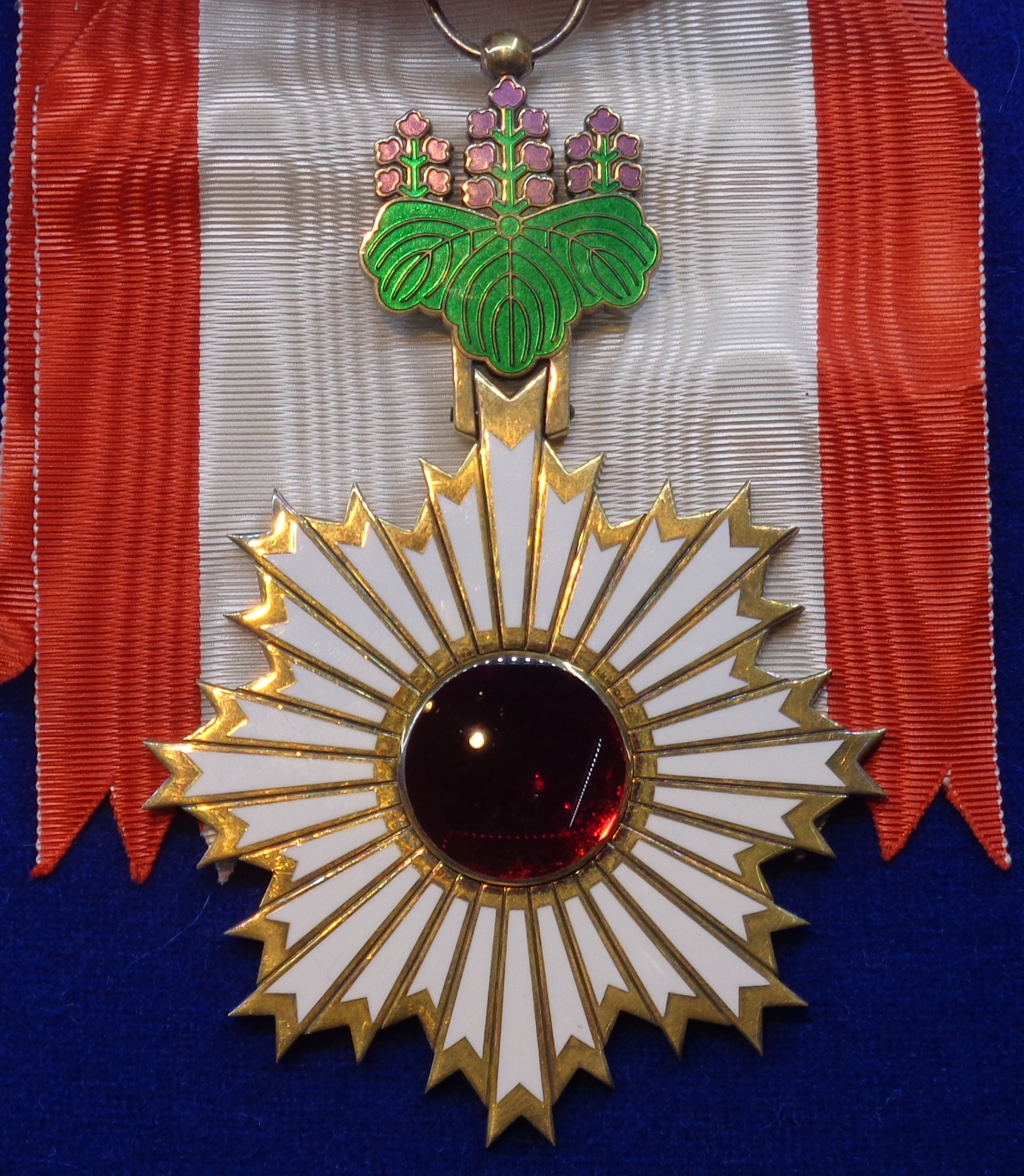
욱일대수장

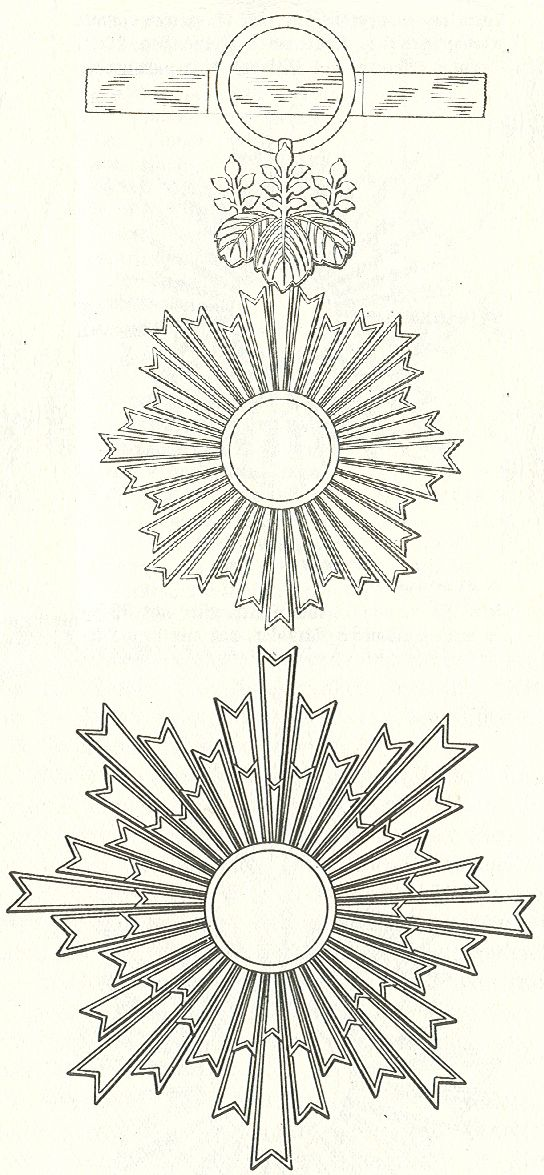
욱일대수장 (위)과 부장(아래)

욱일대수장(旭日大綬章, Grand Cordon of the Order of the Rising Sun)은 일본의 훈장 중 하나이다. 2003년의 영전제도 개혁이 이루어지기 전의 훈일등욱일대수장과 동일한 훈장이다.

## 개요
욱일대수장은 1875년 4월 10일 ‘상패종군패 선정’(1875년 태정관 포고 제54호 현 제목 · 《훈장제정에 대한 건》)에 의해 제정되었다. 이것이 현재 욱일장의 바탕이 되었으며, 메이지 정부가 제정한 최초의 훈장이다.
훈장의 디자인은 일장(日章)을 중심으로 팔각의 광선(旭光)을 이중으로 배치한 것이다. 꼭지(손잡이)에는 오동나무의 꽃잎을 이용했다. 끈(綬)은 천의 바탕에는 백색, 쌍선은 홍색으로 만들었다. 욱일대수장은 욱일장에서 최상위 훈장이며, 2003년 영전제도가 개혁되기 이전 훈일등욱일대수장에 해당한다. 다른 욱일장과 의장의 차이는 대수장의 부장만 이중의 욱일(중광장의 정장도 동일한 의장으로 이중 욱일)이며, 다른 장은 겹으로 되어 있다.
《훈장제정에 대한 건》은 “국가 또는 공공에 훈적이 있는 자에게 수여함”(2조 1항)이라고 규정하고 있다. “훈장의 수여 기준”(2003년 5월 20일 각의 결정)에 욱일장은 “사회의 다양한 분야에서 공적 내용에 착안하여 현저한 공적을 올린 사람을 표창하는 경우에 수여하며, 공적 내용의 중요성 및 영향의 크기, 그 사람이 완수한 책임의 크기 등에 대해 평가하고 특히 높이 평가되는 성과를 올린 사람에 대해서는 욱일중광장 이상”을 수여하는 것으로 정했다. 또한 “내각총리대신, 중의원 의장, 참의원 의장 또는 대법원장의 직위에서 현저한 공적을 올린 사람”에 대해서는 수여하는 훈장의 표준을 욱일대수장으로 하고, “국무대신, 내각관방 부장관, 중의원 부의장, 참의원 부의장 또는 대법원 판사(이에 준하는 직을 포함)에 있어 현저한 공적을 올린 사람”에 대해서는 욱일중광장을 표준으로 정했다.
실제 수상자는 위의 해당 관직에 있었던 사람 이외에도 야당의 당대표 경험자, 지사를 오랫동안 역임한 자, 국내외 대기업 CEO, 노동조합 전국 조직 의장 등도 있다. 국회의원 경험에 관해서는 장관(국무대신) 경험자는 대체로 ‘욱일대수장’을 수여하며, 장관 미경험자는 ‘욱일중광장’, ‘욱일중수장’이 수여된다. 그러나 최근에는 전직 장관일지도 국회의원 재임기간이 짧은 사람에게는 욱일중광장에 머무르거나 장관이 되지 못했더라도, 국회의원 재임기간이 긴 사람에게는 욱일대수장을 수여하는 경우가 있다.
창설 당시부터 2003년에 영전 개혁이 이루어지기 전까지 욱일장은 남성에만 수여되었고, 여성에게는 수여되지 않았다. 그리하여 2003년 11월 3일, 전 교육부 장관이었던 아카마츠 요시코, 전 국토교통 대신이었던 치카게 오오기(扇 千景)에게 수여된 것이 최초의 여성 욱일대수장이 되었다.
저명한 외국인 수상자로는 화이자 전 CEO였던 헨리 맥키넬(2006년 11월 7일), 베트남 전총리인 판반카이(2006년 11월 3일), 환경보호 운동가이자 전 케냐 환경차관으로 노벨평화상 수상자인 왕가리 마타이(2009년 4월 29일), 미국의 정치가인 데니스 해스터트(2010년 4월 29일), 리처드 아미티지와 도널드 럼즈펠드(2015년 11월 3일)가 있다.

## 수훈자
| 년도   | 날짜      | 성명(괄호 안은 주요 직책, 재직당시) |
| ------ | --------- | --- |
| 2003년 | 11월 3일  | - 아카마츠 요시코(문부장관) - 오쿠이 이사오(세키수이 하우스회장) - 츠지 요시후미(닛산자동차회장) - 츠즈키 구니히로(총무청장관) - 도라시마 가즈오(방위청장관) - 히로코 하야시(「오오기 치가게 扇千景」, 국토교통장관) - 마키노 타카모리(노동장관) - 모토카 쇼지(참의원부의장) - 야마다 게죠(호쿠리쿠 전력회장) |
| 2004년 | 1월 28일  | - 아케다 유키히코(외무장관) |
| 2004년 | 4월 25일  | - 마쓰즈카 히로시(재무장관) |
| 2004년 | 4월 29일  | - 가키자와 고지(외무장관) - 카와이 신이치(대법관) - 곤도 고조(시코쿠 전력 회장) - 치쿠사 히데오(대법관) - 히라바야시 코조(우정장관) - 히라마츠 모리히코(오이타현 지사) - 마츠카다 스케타카(미야자키현 지사) - 구기 미노루(이토추 상사회장) |
| 2004년 | 11월 3일  | - 아카시 야스시(국제연합 사무차장) - 아리마 아키토(문부장관) - 이시마 카즈토모(대법관) - 오오쿠니 마사히코(오지 제지 회장) - 오오데 다카오(대법관) - 오노 시게루(쿠슈 전력 회장) - 쿠리타 유키오(후쿠이현 지사) - 시미즈 시노부(도쿄급행전철 회장) - 다케무라 마사요시(재무장관) - 도이 사다카네(다이와 증권회장) - 나가오 리츠코(법무장관) - 노자와 다이조(법무장관) - 카세 차나온(태국 외무장관, 외국인) |
| 2005년 | 4월 29일  | - 오쿠타 마사미치(대법관) - 야시마 도시아키(도호쿠 전력회장) |
| 2005년 | 11월 3일  | - 아시다 진노스케(연합회장) - 안자이 구니오(도쿄 가스회장) - 나카오키 유타카(도야마현 지사) - 나카무라 쇼자부로(법무장관) - 후카자와 타케히사(대법관) - 후지이 마사오(대법관) - 마키하라 미노루(미쓰비시상사회장) - 모리타 하지메(운수장관) - 미하엘 로고후스키(독일 산업연맹, 외국인) - 두마아기인 소드놈(몽골 경제 장관, 외국인) |
| 2006년 | 4월 29일  | - 오오이시 센파치(우정장관) - 카지와라 히로시(기후현 지사) - 카메야마 츠기오 (대법관) - 기타가와 히로하루(대법관) - 나카지마 마모루(과학기술청장관) - 후루카와 이지로(내각관방부장관) - 제임스 울펜슨(세계은행 총재, 외국인) - 존 화이트 헤드(주일영국대사, 외국인) - 에티엔느 다뷔니온(유럽위원회부위원장, 외국인) - 다니엘 얀센(벨기에 경단련 회장, 외국인) |
| 2006년 | 5월 10일  | - 마쓰노 라이조(방위청장관) |
| 2006년 | 5월 12일  | - 가메이 요시유키(농림수산장관) |
| 2006년 | 11월 3일  | - 가지타니 겐(대법관) - 캐롤 벨라미 (국제연합 아동기금사무국장, 외국인) - 엔리케 V. 이글레시아스 (미주개발은행총재, 외국인) - 고프 휘틀럼(호주 총리, 외국인) - 말콤 프레이저(호주 수상, 외국인) - 도널드 존스턴(OECD사무국장, 외국인) - 헨리 A. 맥킨넬 주니어(화이자CEO, 외국인) - 판반카이(베트남 총리, 외국인) |
| 2006년 | 12월 13일 | - 나가야마 다케오미(쇼치쿠회장) |
| 2007년 | 4월 29일  | - 오오시마 히로히코(주니치 신문사회장) - 가이하라 도시타미(효고현 지사) - 가나타니 도시히로(대법관) - 히라마츠 이치로(게이큐 전철회장) - 후쿠다 히로시(대법관) - 야마구치 노부오(일본상공회의소 의장) |
| 2007년 | 11월 3일  | - 쿠츠카케 테츠오(국가공안위원장) - 사쿠라이 신(환경청장관) - 시미즈카 요코(환경청장관) - 스미타 노부요시(시마네현 지사) - 다케야마 유타카(과학기술청 장관) - 하마다 구니오(대법관) - 야시로 에다(우정장관) - 미야하라 켄지(스미토모 상사 회장) |
| 2008년 | 4월 29일  | - 이쿠다 마사하루(일본우정공사 총재) - 이시이 미치코(환경청장관) - 오노 기요코(국가공안위원장) - 마나베 켄지(환경청장관) |
| 2008년 | 11월 3일  | - 오오니시준(시코쿠 전력회장) - 오쿠다 히로시(도요타 자동차회장) - 타키 시게오(대법관) - 와타나베 츠네오(요미우리 신문 그룹 회장) |
| 2009년 | 4월 29일  | - 우에다 도요조(대법관) - 가키모토 요시야(나라현 지사) - 다시로와(킨테쓰 회장) - 츠노다 기이치(참의원부의장) - 니리타 유타카(덴츠 회장) - 마토바 준조(내각관방부장관) - 와시오 에츠야(연합회장) - 람베르토 토디니(이탈리아 총리, 외국인) |
| 2009년 | 10월 3일  | - 나카가와 쇼이치(재무장관) |
| 2009년 | 11월 3일  | - 우쓰이 히데오(법무장관) - 가와라 리키(건설장관) - 사이구치 치하루(대법관) - 사토 타츠오(법무부장관) - 초 후지오(도요타 자동차회장) - 쓰시마 유지(후생장관) - 츠노 아사무(내각법제국장관) - 나카무라 쇼지(내각부 부장관) - 노무라 아키오(오사카 상공회의소 회장) - 미노우라 소치키(나고야 철도회장) - 모리야마 마유미(내각관방장관) |
| 2010년 | 4월 29일  | - 아이치 카즈오(방위청장관) - 엔도 타케히코(농림수산장관) - 오미 고지(재무장관) - 카타다 테츠야(고마쓰 제작소 회장) - 사사가와 다카시(내각부 특명담당 장관) - 세키야 카츠쓰구(건설장관) - 츠루타 타쿠히코(니혼케이자이 신문 회장) - 야츠 요시오(농림수산장관) - 야나기사와 하쿠오(후생노동장관) |
| 2010년 | 11월 3일  | - 이즈미 신야(국가공안위원장) - 이즈미 도쿠지(대법관) - 이노우에 기이치(방재담당 장관) - 우지이 세이치로(일본TV회장) - 코지마 마사시(NTT회장) - 타노부 마사미(농림수산장관) - 노노 치에코(법무장관) - 히로나카 와카코(환경청장관) - 후카야 다카시(통상산업장관) - 마쓰다 이와오(과학기술단당장관) - 야노 준야(공명당 위원장) - 와타나베 히데오(우정장관) |
| 2011년 | 4월 29일  | - 아오야마 타카시(문부과학부장관) - 이시가와 요시노부(시즈오카현 지사) - 이마이 이사오(대법원판사) - 나가가와 료지(대법원판사) - 나가바야시 마사토시(농림수산장관) |
| 2011년 | 6월 4일   | - 사사모리 키요시(일본노동조합총연합회회장) |
| 2011년 | 11월 3일  | - 사사키 미키오(미쓰비시상사회장) - 후지타 도키야스(대법원판사) - 호리고메 유키오(대법원판사) |
| 2012년 | 2월 28일  | - 후안 카를로스 카푸냐이 차베스(주일 페루 특명전권대사, 외국인) |
| 2012년 | 4월 29일  | - 사카이야 다이치(경제기획창청 장관) - 오오하시 요우지(전일본공수 회장) - 시마무라 요시노부(농림수산장관) - 스다 히로시(JR도카이회장) - 라탄 타타(타타 그룹회장, 외국인) - 존 메이저(영국 총리, 외국인) - 샴감 자야크마르(싱가포르부총리, 외국인) - 잭 디우프(식량 농업 기구사무국장, 외국인) - 판더키엠(베트남 부총리, 외국인) |
| 2012년 | 6월 12일  | - 필립 데 헤아 (주일 네덜란드 대사, 외국인) - 바튼 몬테큐 필드(미국 제5공군사령관, 외국인) |
| 2012년 | 9월 16일  | - 히구치 히로다로(아사히 맥주회장) |
| 2012년 | 11월 3일  | - 야마자키 히로시(건설장관, 방위청장관) - 카이나카 타츠오(대법원판사) - 로마노 프로디(이탈리아 총리, 외국인) - 압델 말렉 벤하비레스(주일 알제리 대사, 외국인) |
| 2013년 | 4월 29일  | - 이케노보 야스코(문부과학부장관) - 우에 하루오(일본의사회 회장) - 오노 요시노리(방위청장관) - 규마 후미오(방위장관) - 다키 마코토(법무장관) - 츄마 코기(내각부 특명 담당 장관) - 도야마 아츠코(문부과학장관) - 나카이 히로시(국가공안위원장) - 나가노 칸세이(중의원부의장) - 나수 코헤이(대법원판사) - 하자마 시게아키(산케이 신문회장) - 후지이 히로히사(재무장관) - 마에다 이사오(법무장관) - 미야 코우지(대법원판사) - 요사노 가오루(재무장관) - 요시다 지로(난카이 전철회장) |
| 2013년 | 11월 3일  | - 가메이 히사오키(국토청장관) - 오타니 마사루(게이큐 전철 회장) - 타마자와 도쿠이치로(농림장관) - 나가세 진엔(법무장관) - 히에다 히사시(후지 TV 회장) - 후타하시 마사히로(내각관방부장관) - 후루타 유키(대법원판사) - 미타라이 후지오(캐논 회장) - 미야 준이치로(NTT회장) - 클라우스 슈바프 (스위스 경제학자, 외국인) |
| 2014년 | 2월 13일  | - 존 D. 록펠러 4세(미국 상원의원) |
| 2014년 | 4월 29일  | - 카사이 요시유키(JR도카이 회장) - 와타리 후미아키(JX 홀딩스 상담역) - 이시이 하치메(자치장관) - 가노 미치히코(농림수산장관) - 스도오 마사히코(대법관) - 히구치 다케오(다이와 하우스 공업 회장) |
| 2014년 | 5월 27일  | - 조나단 윌리엄 해군작전부장, 외국인) |
| 2014년 | 9월 19일  | - 바이런 르네 에스코베도 메넨데스(주일 과테말라 대사) |
| 2014년 | 11월 3일  | - 시카네 마사히로(코마츠 제작소회장) - 다케우치 유키오(대법원판사) - 다하라 무쓰오(대법원판사) - 니이 세키나리(야마구치현 지사) - 히라타 켄지(참의원의장) - 야스이 쇼오사쿠(테이진 회장) |
| 2014년 | 11월 18일 | - 클로드 헬레르 루아산 (주일 멕시코 대사) - 메겔 앙헬 나바로 폴테라(주일 스페인 대사) |
| 2015년 | 1월 6일   | - 타너 팁 아파티신 (주일 태국 대사) |
| 2015년 | 1월 23일  | - 니콜라오스 차마도스(주일 그리스 대사) |
| 2015년 | 4월 29일  | - 이시하라 신타로(도쿄 도지사) - 이루마 이와오(경찰청장관) - 오카무라 타다시(일본상공회의소 회장) - 카라사와 요시히토(일본의사회회장) - 고다이라 타다마사(국가공안위원장) - 사이토 도시츠구(방위청장관) - 쇼오야마 에츠히코(히타치 제작소회장) - 타다키 츠요시(일본노동조합총연합회(연합)회장) - 호리 고스케(자치장관) - 요네쿠라 히로마사(일본경제단체연합회(경단련)회장) |
| 2015년 | 5월 8일   | - 마이클 소마레(파퓨아 뉴기니 전 총리) - 낸시 펠로시 (하원 소수당원 내 총무) |
| 2015년 | 11월 3일  | - 오타 세이치(총무청장관) - 기요하라 다케히코(산케이 신문사회장) - 시라카와 카츠히코(자치장관) - 호소카와 리쓰오(후생노동장관) - 마쿠타 게이치(도호쿠 전력회장) - 무라타 요시타카(국가공안위원장) - 요코타 도모유키(대법원판사) - 도널드 럼즈펠드(미국 국방장관, 외국인) - 리처드 아미티지(미국 국무부장관, 외국인) - 브렌트 스카우크로프트(미국 국가안전보장 담당 대통령 보좌관, 외국인) - 샌디 버거(미국 국가안전보장 담당 대통령보좌관, 외국인) - 제임스 베이커(미국 국무장관, 외국인) - 마리오 몬티(이탈리아 총리, 외국인) - 아후타부 세트(주일 인도 대사, 외국인) - 유명환(주일한국대사, 외국인) - 야노스 마르티니(헝가리 외무장관, 외국인) - 주니치 사이토(브라질 공군사령관, 외국인) - 헤르만 반 롬푀이(유럽연합대통령, 외국인) - 자크 상테르(룩셈부르크 총리, 외국인) |
| 2016년 | 4월 29일  | - 우에스기 미츠히로(자치장관・국가공안위원장) - 가미죠 키요후미(도큐 전철 회장) - 코지마 요리히코(미쓰비시 상사 회장) - 사이토 아츠시(도쿄증권거래소회장) - 지미 쇼자부로(우정장관) - 시라키 유(대법원판사) - 와다 이사미(세키스이 하우스회장 겸 CEO) - 아비드 샤르포프(아제르바이잔 부총리, 외국인) - 스트로보 탤벗(미국 국무부 장관, 외국인) - 제롬 이삭 프리드먼(매사추세츠 공대 명예교수, 외국인) - 유세프 유스휘(알제리 외무장관, 외국인) - 움베르토 밧타니(이탈리아-일본 재단회장, 외국인) - 트리니다드 히메네스 가르시아 에레라 (스페인 외무・협력상, 외국인) - 모크위치 마시시(보츠와나 부대통령, 외국인) |
| 2016년 | 6월 21일  | - 하토야마 구니오(법무장관) |
| 2016년 | 7월 26일  | - 게오르게 콘스탄티노프 바시레프(주일 핀란드 대사) |
| 2016년 | 9월 9일   | - 가토 고이치(방위청장관, 내각관방장관) |
| 2016년 | 9월 13일  | - 게오르게 콘스탄티노프 바시레프(주일 불가리아 대사) |
| 2016년 | 10월 4일  | - 디디에 렌데루스(벨기에 부총리・외무・유럽문제장관) |
| 2016년 | 10월 21일 | - 고사카 겐지(문부과학장관) |
| 2016년 | 11월 3일  | - 가네츠키 세이시(대법원판사) - 기타자와 도시미(방위장관) - 고시이시 아즈마(참의원부의장) - 나오시마 마사유키(경제산업장관) - 나카가와 히데나오(내각관방장관) - 노마구치 다모츠(미쓰비시 전기회장) - 마에다 타케시(국토교통장관) - 존 J. 함르(미국 국방부장관, 외국인) - 존 베이너(미국 연방하원의장, 외국인) - 칼자야 수리야(스리랑카 국회의장, 외국인) - 한승주(한국외무부 장관, 외국인) - 세사르 엔리케 아기날도 비라타(필리핀 총리, 외국인) - 플랭클린 M. 도리른(필리핀 상원의장, 외국인) |
| 2016년 | 12월 18일 | - 모리시타 요이치(마쓰시타 전기산업(현 파나소닉)회장) |
| 2017년 | 4월 29일  | - 이와사 히로미치(미쓰이 부동산회장) - 우지에이 준이치(노무라 증권회장) - 가와구치 요리코(외무장관) - 쿠마가이 나오히코(미쓰이 물산회장) - 스기우라 세이켄(법무장관) - 히라지마 오사무(타이세이 건설회장) - 존 로렌스 고언(주일 미군사령관, 외국인) - 아슈와니 쿠마(인도 법무부 장관, 외국인) - 샘 쿠테사(우간다 제69회 유엔 총회 의장, 외국인) - 시드니 브레너(싱가포르・오키나와 과학기술연구 기반 정비기구이사장, 외국인) - 아미나 C. 모하메드(케냐 외무장관, 외국인) - 손경식(대한상공회의소 회장, 외국인) - 정의화(한국 국회의장, 외국인) |
| 2017년 | 7월 25일  | - 기무라 타로(내각총리장관보좌관) |
| 2017년 | 11월 3일  | - 사카모토 고지(경제산업부장관) - 아소 와타루(후쿠오카현지사) - 사이토 카츠토시(다이치 라이프 홀딩스회장) - 치바 카츠미(대법원판사) - 야마우라 요시키(대법원판사) - 로버트 게이츠(미국 국방장관, 외국인) - 스티븐 해들리(미국 대통령 보좌관, 외국인) - 어니스트 모니츠(미국 에너지 장관, 외국인) - 콘돌리자 라이스(미국 국무부 장관, 외국인) - 마누체흐 못타키(이란외무장관, 외국인) - 윌리엄 헤이그(영국 외무・영연방 장관, 외국인) - 앤드류 공작(호주 연방외무장관, 외국인) - 께낌얀(캄보디아부총리, 외국인) - 헬렌 클라크(뉴질랜드 총리, 외국인) - 장마르크 에로(프랑스 총리, 외국인) - 아니파흐 아만(말레이지아 외무장관, 외국인) - 아르빌스 아쉐라덴즈(라트비아부총리, 외국인) - 라이 하우민(대만, 일본 장학금 유학생 연합의회 명예이사장, 외국인) |
| 2018년 | 4월 29일  | - 이시하라 구니오(도쿄해상일동화재보험회장) - 이시 츠네오(게이힌 급행전철회장) - 이토 코오스케(국토청장관) - 오타니 타케히코(대법원판사) - 오하타 아키히로(국토교통장관) - 카네코 카즈요시(국토교통장관) - 가마타 미치사다(규수 전력회장) - 가와바타 다쓰오(중의원부의장, 문부과학장관) - 고무라 마사히코(외무장관, 법무장관) - 고노에 다다테루(일본적십자사회장) - 사쿠라이 류코(대법원판사) - 타케베 쓰토무(농림수산장관) - 니와 유우야(후생노동장관) - 후지이 타카오(운수장관) - 야스오 카오키하루(법무장관) - 와다 유키오(NTT회장) - 매들린 올브라이트(미국 국무장관, 외국인) - 로버트 필립스 코커 주니어(미국 상원외교위원장, 외국인) - 토마스 J. 도나휴(미국 상공회의소 회장 겸 CEO, 외국인) - 윌리엄 조셉 번즈(미국 국무부장관, 외국인) - 존 매케인 (미국 상원군사위원장, 외국인) - 그레이엄 홀 브룩 프라이(주일 영국대사, 외국인) - 칼리드 A. 할리파(사우디아라비아 에너지 산업 광물자원 장관, 외국인) - 투일라에파 사일렐레 말리엘레가오이(사모아 총리, 외국인) - 이반 미르키치(세르비아 외무장관, 외국인) - 김윤(한일경제협회회장, 외국인) - 장 클로드 트리셔(프랑스 은행명예총재, 외국인) - 무사 히탐(말레이지아 총리 겸 내부무 장관, 외국인) |
| 2018년 | 7월 21일  | - 마츠모토 류(부흥장관) |
| 2018년 | 10월 11일 | - 센고쿠 요시토(내각관방장관, 법무장관) |
| 2018년 | 11월 3일  | - 오하시 마사하루(대법관) - 세이지 스즈키(관방장관) - 다카키 요시아키(문부과학장관) - 지바 게이코(법무장관) - 히라누마 다케오(경제산업장관) - 와타나베 가쓰아키(도요타 자동차회장) - 윌리엄 코헨(미국 국방장관, 외국인) - 딕 체니(미국 부대통령, 외국인) - 앤서니 레이크(국제연합 아동기금사무국장, 외국인) - 누레딘 야지드 제르후니(알제리부총리, 외국인) - 데이비드 워렌(주일 영국 대사, 외국인) - 탈바크 나자로프(타지키스탄외무장관, 외국인) - 피터 피오트(유엔 에이즈 합동 계획사무국장・국제연합 사무차장, 외국인) - 주랍 폴로리카쉬빌리(세계관광기구사무국장, 외국인) |
| 2018년 | 11월 11일 | - 소노다 히로유키(내각관방부장관) |

## 한국인 수훈자
| 년도   | 날짜      | 성명(괄호 안은 주요 직책, 재직당시)                       |
| ------ | --------- | --------------------------------------------------------- |
| 1897년 | 12월 18일 | - 이하영(주차일본국특명전권대사)                          |
| 2007년 | 4월 29일  | - 강신호(전국경제인연합 회장)                             |
| 2008년 | 11월 3일  | - 조석래(한일경제협회 회장)                               |
| 2009년 | 4월 29일  | - 이승윤(정치인, 전 재무부 장관) - 남덕우(전 국무총리)    |
| 2014년 | 11월 3일  | - 이홍구(전 국무총리)                                     |
| 2015년 | 11월 3일  | - 유명환(주일한국대사)                                    |
| 2016년 | 11월 3일  | - 한승주(한국외무부 장관)                                 |
| 2017년 | 4월 29일  | - 손경식(대한상공회의소 회장) - 정의화(대한민국 국회의장) |
| 2018년 | 4월 29일  | - 김윤(한일경제협회회장)                                  |

- 그 외에 욱일중수장 이하를 받은 한국인들은 생략하였음

## 관련 자료
- 훈일등 욱일대수장
- 욱일장